# 偶像漩涡
《偶像漩涡》（英語：The Idol）是一部於2023年6月4日開播的美國劇情影集，由歌手威肯、Reza Fahim、山姆·雷文森開創，並由HBO播出。背景設定於音樂產業，劇情將圍繞在一名現代邪教的精神領袖，與一位逐漸竄紅的流行偶像建立起非比尋常的關係。 莉莉-蘿絲·戴普、威肯將飾演主角，Jennie、特洛伊·希文、蘇珊娜·松、瑞秋·森諾特、史蒂夫·利西斯、哈麗·內夫和茱莉貝絲·岡薩雷等人則擔任次要角色。
2022年7月16日，《偶像漩涡》的預告片在大都會人壽體育場舉行的黑潮時刻直到黎明巡迴演唱會上首次釋出。 该剧一经推出就受到广泛批评，并于2023年8月播出一季后被取消。

## 演員名單

### 主要角色
- 威肯／亞柏·特斯法耶 飾演 泰德羅（Tedros）
- 莉莉-蘿絲·戴普 飾演 喬絲琳（Jocelyn）
- 特洛伊·希文 飾演 山德（Xander）
- Jennie 飾演 黛安（Dyanne）
- 蘇珊娜·松 飾演 克蘿伊 （Chloe） [9][10]
- 瑞秋·森諾特（英语：Rachel Sennott） 飾演 莉亞 （Leia）
- 史蒂夫·利西斯（英语：Steve Zissis）
- 茱莉貝絲·岡薩雷（英語：Juliebeth Gonzalez）
- 丹·列維
- 漢克·阿扎里亞

### 常設角色
- 梅蘭妮·利伯德（英语：Melanie Liburd）
- 通德·阿德米普（英语：Tunde Adebimpe）
- 伊莉莎白·伯克利（英语：Elizabeth Berkley）
- 尼可·平賀（英语：Nico Hiraga）
- 安·海契
- 瑪雅·埃謝特（英语：Maya Eshet）
- 泰森·雷特（英语：Tyson Ritter）
- 凱蒂·琳恩·夏爾（英语：Kate Lyn Sheil）
- Liz Caribel Sierra
- Finley Rose Slater

## 集数
| 集數 | 標題 | 導演        | 編劇                                                            | 首播日期      | U.S.收視人數 （百萬） |
| ---- | ---- | ----------- | --------------------------------------------------------------- | ------------- | --------------------- |
| 1    |      | 萨姆·李文森 | 故事構思 ：萨姆·李文森 劇本創作 ：威肯、Reza Fahim、萨姆·李文森 | 2023年6月4日  | 0.232                 |
| 2    |      | 萨姆·李文森 | 故事構思 ：萨姆·李文森 劇本創作 ：威肯、萨姆·李文森             | 2023年6月11日 | 0.135                 |
| 3    |      | 萨姆·李文森 | 故事構思 ：萨姆·李文森 劇本創作 ：威肯、萨姆·李文森             | 2023年6月18日 | 0.133                 |
| 4    |      | 萨姆·李文森 | 故事構思 ：萨姆·李文森 劇本創作 ：威肯、萨姆·李文森             | 2023年6月25日 | 0.133                 |
| 5    |      | 萨姆·李文森 | 待定                                                            | 2023年7月2日  | 待定                  |

## 製作

### 開發
2021年6月29日，威肯宣布他將攜手與Reza Fahim、山姆·雷文森為HBO開創劇情電視劇、擔任該劇的共同編劇和執行製作人。同日，Ashley Levinson和Joseph Epstein宣布擔任執行製作，後者更擔任編劇以及該劇的節目統籌。 Mary Laws亦宣佈為編劇，並與威肯的共同經紀人瓦辛·史萊畢、他的創意總監拉·馬·泰勒聯合擔任執行製作。
2021年11月，HBO訂閱該劇製作第一季，一共六集，並揭露艾米·塞梅茲將擔任全部六集的導演。
2022年1月14日，Deadline Hollywood報導，Nick Hall先前因進入A24監督該公司的電視製作創意願景，已加入製作擔任執行製作。
2022年4月26日，塞梅茲宣布已經離開該劇。

### 選角
在消息最初宣布時，已透露威肯將演出該劇。2021年9月29日， 莉莉-蘿絲·戴普宣布自己將會與威肯同框演出。同年11月22日，蘇珊那·松、史蒂夫·利西斯和特洛伊·希文加入主要演員陣容，梅蘭妮·利伯德、通德·阿德米普、伊莉莎白·伯克利、 尼可·平賀和安·海契則被選為常設角色。
12月2日，茱莉貝絲·岡薩雷被選為主要演員之一，瑪雅・埃謝特、泰森·雷特、凱蒂·琳恩·夏爾、Liz Caribel Sierra、Finley Rose Slater等被選入常設角色。2022年4月27日，蘇珊那·松宣布已在該劇創意檢修過程中離開劇組，改由黛比·蕾恩飾演她的角色。7月，瑞秋·森諾特和茱莉貝絲·岡薩雷加入演員陣容。

### 拍攝
主體拍攝於2021年11月在加州洛杉磯進行。 2022年4月，由於威肯是該年科切拉音樂節的主打歌手，製作暫時停擺。同年4月25日，綜藝雜誌報導，因為創意分歧所致的演員、劇組更動，此劇將會進行修改以及大幅重新拍攝。
2022年7月，製作正式完結。

## 外部連結
- 互联网电影数据库（IMDb）上《偶像漩涡》的资料（英文）